# Couvrelles
Couvrelles település Franciaországban, Aisne megyében. Lakosainak száma 177 fő (2022. január 1.). Couvrelles Augy, Cerseuil, Ciry-Salsogne, Lesges, Serches és Vasseny községekkel határos.

## Népesség
A település népességének változása:
| Lakosok száma | 180  | 180  | 170  | 195  | 192  | 188  | 188  | 186  | 186  | 177  |
|               | 1968 | 1982 | 1990 | 2006 | 2013 | 2015 | 2017 | 2019 | 2020 | 2022 |